# Liste der Baudenkmale in Fedderwarden
In der Liste der Baudenkmale in Fedderwarden sind die Baudenkmale im Stadtteil Fedderwarden der kreisfreien Stadt Wilhelmshaven in Niedersachsen aufgelistet. Der Stand der Liste ist der 20. Oktober 2021. Die Quelle der Baudenkmale ist der Denkmalatlas Niedersachsen.

## Allgemein
In den Spalten befinden sich folgende Informationen:
- Lage: die Adresse des Baudenkmales und die geographischen Koordinaten. Kartenansicht, um Koordinaten zu setzen. In der Kartenansicht sind Baudenkmale ohne Koordinaten mit einem roten Marker dargestellt und können in der Karte gesetzt werden. Baudenkmale ohne Bild sind mit einem blauen Marker gekennzeichnet, Baudenkmale mit Bild mit einem grünen Marker.
- Bezeichnung: Bezeichnung des Baudenkmales
- Beschreibung: die Beschreibung des Baudenkmales. Unter § 3 Abs. 2 NDSchG werden Einzeldenkmale und unter § 3 Abs. 3 NDSchG Gruppen baulicher Anlagen und deren Bestandteile ausgewiesen.
- ID: die Objekt-ID des Baudenkmales
- Bild: ein Bild des Baudenkmales, ggf. zusätzlich mit einem Link zu weiteren Fotos des Baudenkmals im Medienarchiv Wikimedia Commons. Wenn man auf das Kamerasymbol klickt, können Fotos zu Baudenkmalen aus dieser Liste hochgeladen werden:

## Liste
Baudenkmale im Stadtteil Fedderwarden.

| Lage                                                 | Bezeichnung              | Beschreibung                                                              | ID       | Bild           |
| ---------------------------------------------------- | ------------------------ | ------------------------------------------------------------------------- | -------- | -------------- |
| Fedderwarder Landstraße 53° 33′ 2″ N, 8° 3′ 9″ O     | Burg Kniphausen          | Baudenkmal-Gruppe                                                         | 35135218 | Weitere Bilder |
| Fedderwarder Landstraße 37 53° 33′ 3″ N, 8° 3′ 13″ O | Torhaus                  | (Baudenkmal-Gruppe Burg Kniphausen)                                       | 35148207 |                |
| Fedderwarder Landstraße 38 53° 33′ 3″ N, 8° 3′ 10″ O | Burg                     | (Baudenkmal-Gruppe Burg Kniphausen)                                       | 35148233 | Weitere Bilder |
| Fedderwarder Landstraße 39 53° 33′ 2″ N, 8° 3′ 8″ O  | Nebengebäude             | (Baudenkmal-Gruppe Burg Kniphausen)                                       | 35148155 | BW             |
| Fedderwarder Landstraße 40 53° 33′ 0″ N, 8° 3′ 5″ O  | Nebengebäude             | (Baudenkmal-Gruppe Burg Kniphausen)                                       | 35148181 | BW             |
| Kirchweg 53° 33′ 47″ N, 8° 2′ 27″ O                  | Fedderwarder Kirche      | Baudenkmal-Gruppe                                                         | 35135383 | Weitere Bilder |
| Kirchweg 53° 33′ 47″ N, 8° 2′ 26″ O                  | St.-Stephanus-Kirche     | Kirche (Bauwerk), ev.-luth.(Baudenkmal-Gruppe Fedderwarder Kirche)        | 35148828 | Weitere Bilder |
| Kirchweg 53° 33′ 47″ N, 8° 2′ 26″ O                  | Kirchhof                 | St. Stephanus, ev.-luth. (Baudenkmal-Gruppe Fedderwarder Kirche)          | 35150340 | BW             |
| Kirchweg 53° 33′ 46″ N, 8° 2′ 27″ O                  | Einfriedung              | Kirchhof St. Stephanus, ev.-luth. (Baudenkmal-Gruppe Fedderwarder Kirche) | 35150293 | BW             |
| Kirchweg 53° 33′ 46″ N, 8° 2′ 26″ O                  | Friedhof                 | St. Stephanus (Baudenkmal-Gruppe Fedderwarder Kirche)                     | 35148854 | BW             |
| Kirchweg 53° 33′ 45″ N, 8° 2′ 26″ O                  | Einfriedung              | Friedhof St. Stephanus (Baudenkmal-Gruppe Fedderwarder Kirche)            | 35150386 | BW             |
| Kirchweg 4 53° 33′ 47″ N, 8° 2′ 28″ O                | Alte Apotheke            | Wohnhaus (Baudenkmal-Gruppe Fedderwarder Kirche)                          | 35148880 |                |
| Kirchweg 5 53° 33′ 46″ N, 8° 2′ 24″ O                | Gulfhaus                 | Gulfhaus (Baudenkmal-Gruppe Fedderwarder Kirche)                          | 35148905 | BW             |
| Kirchweg 6 53° 33′ 47″ N, 8° 2′ 29″ O                | Pastorei                 | Wohnhaus (Baudenkmal-Gruppe Fedderwarder Kirche)                          | 35148933 | BW             |
| 53° 33′ 42″ N, 8° 2′ 50″ O                           | Hofstelle Pastorenweg 1  | Baudenkmal-Gruppe                                                         | 35135762 | BW             |
| Pastorenweg 1 53° 33′ 42″ N, 8° 2′ 50″ O             | Wurt                     | (Baudenkmal-Gruppe Hofstelle Pastorenweg 1)                               | 35154364 | BW             |
| Pastorenweg 1 53° 33′ 42″ N, 8° 2′ 48″ O             | Wohnhaus                 | (Baudenkmal-Gruppe Hofstelle Pastorenweg 1)                               | 35153551 | BW             |
| Pastorenweg 1 53° 33′ 43″ N, 8° 2′ 49″ O             | Scheune                  | (Baudenkmal-Gruppe Hofstelle Pastorenweg 1)                               | 35153582 | BW             |
| Poststraße 19 53° 33′ 34″ N, 8° 2′ 56″ O             | Wohn-/Wirtschaftsgebäude | Gulfhof                                                                   | 35146602 | BW             |
| Poststraße 19 53° 33′ 34″ N, 8° 2′ 55″ O             | Stallanbau               | Gulfhof                                                                   | 35147664 | BW             |